# Strike (stripalbum)
Strike is het dertiende stripalbum uit de stripreeks Jeremiah. Het album is geschreven en getekend door Hermann Huppen. Van dit album verschenen tot nu toe drie drukken, bij uitgeverij Dupuis in de collectie Spotlight, in 1987, 1989 en 2006. Van dit album is op de Nederlandstalige markt nooit een reguliere hardcover verschenen. 

## Illegale uitgave
In 1995 verscheen er een illegale hardcover-uitgave, de cover is van de Franse uitgave van Dupuis uit 1988, het binnenwerk is van de Nederlandstalig softcover-editie. Deze uitgave is een gewild verzamelobject voor verzamelaars.

## Inhoud
Jeremiah en Kurdy arriveren in een stadje, waar een sekte is gevestigd met een sterk groeiende aanhang. Het stadje is ook het mekka voor bowlers. Jeremiah blijkt over een verborgen talent te beschikken. Hij is onverslaanbaar en wint meerdere weddenschappen met bowlen. Het geld stroomt binnen en dat wordt opgemerkt door de lokale criminelen. Als de vriendin van een bowlingpartner gevangen zit in de sekte vraagt dit om actie. Ondertussen wil de directeur van het bowlingscentrum zijn favoriet inzetten voor een duel met Jeremiah. 